# Andrea Malchiodi
Pour les articles homonymes, voir Malchiodi.
Andrea Malchiodi (né le 30 septembre 1972) est un mathématicien italien actif dans les domaines des équations aux dérivées partielles et du calcul des variations, avec plusieurs contributions à l'analyse géométrique.

## Formation et carrière
Malchiodi a obtenu son doctorat en mathématiques à l'École internationale supérieure d'études avancées en 2000 sous la direction d'Antonio Ambrosetti, avec une thèse intitulée « Existence and multiplicity results for some problems in Riemannian Geometry ». Il est professeur de mathématiques à l'École normale supérieure de Pise de Pise. Il était auparavant professeur de mathématiques à l'École internationale supérieure d'études avancées et à l'université de Warwick.
Malchiodi a été professeur invité dans de nombreuses universités et institutions, parmi lesquelles l'université Stanford, l'Institute for Advanced Study de Princeton et l'ETH de Zurich. Il appartient au comité de rédaction de plusieurs revues mathématiques et est l'un des rédacteurs en chef de la revue Calculus of Variations & Partial Differential Equations.

## Travaux
Malchiodi a développé des méthodes topologiques et analytiques permettant de traiter un certain nombre de questions en analyse géométrique, telles que le problème de Yamabe, le problème de courbure scalaire, les problèmes issus de la géométrie conforme du quatrième ordre et la concentration pour les problèmes de perturbation singulière,,. En particulier, il a prouvé de nouvelles formes complexes d'inégalités de Moser-Trudinger améliorées permettant de prouver des résultats d'existence pour des équations de Liouville singulières. Des types d'inégalités similaires permettent de prouver des résultats d'existence pour les systèmes de Toda sur des surfaces.

## Prix et distinctions
Malchiodi reçoit en 2005 le prix Carlo-Miranda de l'Accademia di Scienze Fisiche e Matematiche di Napoli, puis le prix Caccioppoli en 2006. En 2005, il est lauréat, conjointement avec Antonio Ambrosetti, du prix prix Ferran Sunyer i Balaguer pour Perturbation Methods and Semilinear Elliptic Problems on {\displaystyle R_{n}}. En 2020 il reçoit le prix Amerio décerné par l'Académie des sciences et des lettres de l'institut lombard.
Malchiodi est conférencier invité au Congrès international des mathématiciens 2014 à Séoul, avec une conférence intitulée « Liouville equations from a variational point of view ».

## Publications
- avec Antonio Ambrosetti: Perturbation Methods and Semilinear Elliptic Problems on {\displaystyle R^{n}} (= Progress in Mathematics. 240). Birkhäuser, Bêle et. a. 2005,  (ISBN 3-7643-7321-0) (prix Ferran-Sunyer-i-Balaguer 2005).
- avec Antonio Ambrosetti: Nonlinear Analysis and Semilinear Elliptic Problems (= Cambridge Studies in Advanced Mathematics. 104). Cambridge University Press, Cambridge et. a. 2007,  (ISBN 978-0-52186320-9).
- avec Zindine Djadli: Existence of conformal metrics with constant {\displaystyle Q}-curvature. In: Annals of Mathematics. vol 168, n° 3, 2008, pp. 813–858, JSTOR:40345429.
- avec Michael Struwe: {\displaystyle Q}-curvature flow on {\displaystyle S^{4}}. In: Journal of Differential Geometry. vol 73, n°1, 2006, pp 1–44, (online).
- Conformal metrics with constant {\displaystyle Q}-curvature. In: Proceedings of the 2007 Midwest Geometry Conference in Honor of Thomas P. Branson. (arxiv).
- avec David Ruiz: New Improved Moser–Trudinger Inequalities and Singular Liouville Equations on Compact Surfaces. In: Geometric and Functional Analysis. vol 21, 2011, pp. 1196–1217, DOI 10.1007/s00039-011-0134-7.
- avec David Ruiz: A Variational Analysis of the Toda System on Compact Surfaces. In: Communications on Pure and Applied Mathematics. vol 66, n°3, 2013, pp 332–371, DOI 10.1002/cpa.21433.